# Backrooms (Webserie)
Backrooms ist eine semi-anthologische Science-Fiction-Webserie des US-amerikanischen Filmemachers Kane Parsons. Sie basiert lose auf der gleichnamigen modernen Sage, bindet deren Schauplätze allerdings in eine komplett neue Rahmenhandlung ein, die mit der ursprünglichen Geschichte nur noch wenig gemein hat. Im Erzählstil des  Found Footage bzw. Analog Horror wird zentral über die Arbeit berichtet, die einen dauerhaften Zugang zu den namensgebenden Backrooms schafft und sie erforscht.
Die erste Episode erschien am 7. Januar 2022 zunächst als eigenständiger Kurzfilm und entwickelte sich schnell zum Internetphänomen. Durch den unerwarteten Erfolg überrascht beschloss Parsons die Produktion einer anknüpfenden Serie, zu der seitdem insgesamt 25 Videos veröffentlicht wurden. Im Januar 2023 kündigte Parsons eine Verfilmung der Geschichte in Zusammenarbeit mit der Filmproduktionsgesellschaft A24 an.

## Bisherige Handlung

Logo der fiktiven Forschungseinrichtung Async Research Facility

Im August 1972 führt der tschechoslowakische Wissenschaftler Ivan Beck in den USA ein Experiment mit einer unbekannten technischen Anlage durch. Da zeitgleich starke  Sonnenstürme auftreten, wird er durch einen dadurch verursachten Defekt am Gerät schwer verletzt und erleidet eine vollständige Amnesie. Trotzdem gelingt es ihm, Ende der 1980er-Jahre zum Vizepräsidenten der fiktiven Async Research Facility in San José im US-Bundesstaat Kalifornien aufzusteigen. Dort leitet er ein als KV31 bezeichnetes Forschungsprogramm, dessen Ziel die Lösung aller Stau- und Wohnraumprobleme für alle Zeiten ist. Dazu wird mittels des selbst entwickelten Low-Proximity Magnetic Distortion System, einer Art Teilchenbeschleuniger, ein permanenter Zugang zu den Backrooms geschaffen, die sich außerhalb des normalen Raum-Zeit-Kontinuums befinden. Ein weiterer Prototyp war bereits im Mai 1982 am Oak Ridge National Laboratory getestet worden. Den Wissenschaftlern zunächst unbekannt bilden sich allerdings auch an anderen Orten in der Welt derartige Portale aus, die allerdings optisch unsichtbar sind und dafür sorgen, dass außenstehende Personen durch den Boden in die Backrooms fallen. So gerät eine junge Frau bei der Videodokumentation einer Anomalie im Boden ihrer Garage in die ihr unbekannten Räumlichkeiten. Sie findet ein verunfalltes Fahrzeug vor, das anscheinend während der Fahrt durch die Straße gefallen war. Auch der Journalist Ravi stürzt bei der Untersuchung ungewöhnlicher Vorkommnisse in seinem Keller in die Backrooms und filmt unter anderem eine von Wolkenkratzern gesäumte Straße, die sich unmöglich in der echten Welt an dieser Stelle befinden kann. Die Zahl der Vermisstenfälle in den USA steigt durch viele weitere angedeutete Vorkommnisse dieser Art rasant an.
Währenddessen erkunden Async-Wissenschaftler die unbekannte Dimension anfangs zu Fuß, später auch mit Roboterfahrzeugen und Golfmobilen. Es werden zahlreiche ungewöhnliche Vorgänge, darunter mit den Wänden verschmolzene Einrichtungsgegenstände, die scheinbar willkürliche Anordnung und Ausgestaltung der Räume, unerklärliche Phänomene auf Überwachungskameras sowie gedämpfte Stimmen und sogar menschliche Leichen unbekannter Herkunft dokumentiert. Einer der Wissenschaftler, Marvin E. Leigh, stürzt durch ein Versehen in einen Schacht und entdeckt daraufhin einen vollständigen suburbanen Straßenzug, der in ein rotes Licht eingehüllt ist, wodurch klar wird, dass die Backrooms neben den bekannten gelblichen Büroräumen weitere Gestaltungsformen angenommen haben. Dort hat er auch eine Begegnung mit einer feindseligen, unbekannten Lebensform, die ihn durch menschliche Hilfeschreie täuschen und anlocken konnte. Kurz darauf taucht der Wissenschaftler Peter Tench wieder auf, der vor einigen Monaten während einer Routineexpedition spurlos verschwunden war und allem Anschein nach durch die Zeit gereist ist, da für ihn nur einige Minuten vergangen waren. Da sein Tod durch einen Autounfall vorgetäuscht wurde, wird Tench untersagt, die Forschungseinrichtung zu verlassen. Bei einem folgenden Ausbruchsversuch und Handgemenge in den Backrooms gelingt es Tench, zu entkommen, wodurch die Geheimhaltung des Projekts gefährdet ist. All dieser Vorkommnisse zum Trotz wird KV31 weiter vorangetrieben, auch Vertreter des Energieministeriums der Vereinigten Staaten werden eingeladen und besuchen die Backrooms, um die US-Regierung als Geldgeber zu gewinnen.

## Produktion

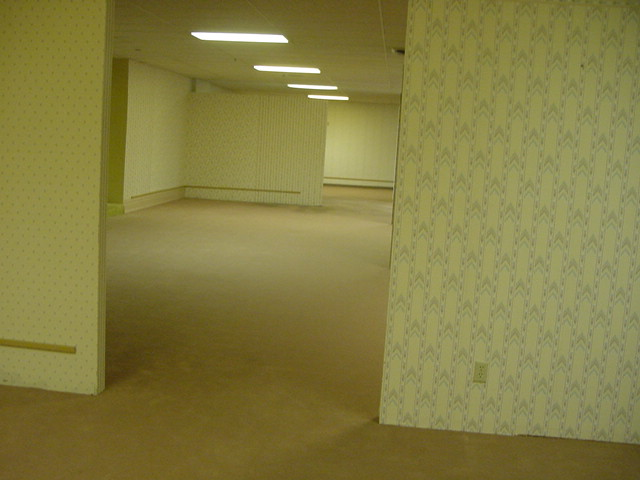
Hauptinspiration für Backrooms: Aufnahme eines leeren Möbelgeschäfts in Oshkosh, Wisconsin aus dem Jahr 2002

Im Anschluss an die Produktion mehrerer Animationsvideos zu Attack on Titan entschloss sich der zu diesem Zeitpunkt 16-jährige Parsons, ein solches Video über die Urbane Legende der Backrooms zu erstellen, zu der er vor einiger Zeit mehrere Beiträge in sozialen Medien gesehen hatte. Tiefergehendes Wissen über die dahinterstehende Geschichte hatte er laut eigener Aussage allerdings nicht und experimentierte folglich anfangs ohne klares Konzept mit der Animationssoftware Blender und der Videobearbeitung Adobe After Effects. Innerhalb eines Monats hatte er den Kurzfilm The Backrooms (Found Footage) fertiggestellt, die Entscheidung, eine Serie um die Rahmenhandlung zu entwickeln, fiel allerdings erst später als Folge der unerwartet hohen Aufmerksamkeit des später als Pilotfilm klassifizierten Werks.
Anfangs nutze Parsons stets das Erzählmittel des Found Footage, die Protagonisten tragen die Kamera mit sich durch ihre Umgebung und treten außer durch Sprache nicht in Erscheinung. Vorbild sind aus der Egoperspektive mit VHS-Videokameras gefilmte Heimvideos der 1980er- und 1990er-Jahre. Die so beabsichtigt schlechte Aufnahmequalität erlaubte es, Unsauberkeiten in Belichtung und Rendering der ausschließlich digital generierten Welt zu kaschieren. Später band er auch als Realfilm gedrehte Szenen mit echten Schauspielern und unsichtbarer Kamera in die Handlung der Episoden ein. Durch das Auftauchen von in der Realität nicht existente Daten wie dem 29. Februar 1990 oder der Einbindung realer Ereignisse in einen neuen Handlungskontext – so sei das Loma-Prieta-Erdbeben 1989 anstelle von plattentektonischen Vorgängen durch ein wissenschaftliches Experiment verursacht worden – ist Backrooms zudem eine Alternativweltgeschichte. 
Nach der Veröffentlichung der ersten Episoden im Januar 2022 wurde Parsons von mehreren Filmproduktionsgesellschaften zugunsten einer Realfilm-Umsetzung der Geschichte kontaktiert. Anfang 2023 gab das Unternehmen A24 bekannt, dass die Arbeiten an einer Verfilmung von Parsons' Backrooms unter dessen Regie begonnen hätten. Roberto Patino soll das Drehbuch schreiben, während James Wan, Michael Clear von Atomic Monster, Shawn Levy, Dan Cohen und Dan Levine von 21 Laps die Produktion übernehmen. Die Hauptrollen in dem Film spielen Chiwetel Ejiofor und Renate Reinsve.
Der Soundtrack der Webvideoserie wird von Parsons selbst produziert und veröffentlicht. Bislang sind drei Alben im Selbstverlag erschienen.

## Episoden
Insgesamt sind bislang 18 Episoden der Webvideoserie erschienen, die allerdings nicht chronologisch veröffentlicht wurden. Die folgende Liste ist nach dem Erscheinungsdatum geordnet.
| Nr. | Titel                         | Regie        | Drehbuch     | Länge | Originales Veröffentlichungsdatum |
| --- | ----------------------------- | ------------ | ------------ | ----- | --------------------------------- |
| 1 | The Backrooms (Found Footage) | Kane Parsons | Kane Parsons | 9:14  | 7. Januar 2022                    |
| Im Juli 1991 gerät ein junger Kameramann während der Dreharbeiten zu einem Kurzfilm nach einem Sturz durch den Boden unfreiwillig in die Backrooms. Bei der Untersuchung eines Graffitis an einer Wand wird der namenlose Protagonist hinterrücks von einem unbekannten Wesen überrascht, verfolgt und anschließend festgehalten, während die Kamera einen Schacht herabstürzt und schließlich in der normalen Welt wieder auftaucht. Sie stürzt vom Himmel und bleibt in einem Garten liegen, wo sie im September 1996 gefunden wird. |                               |              |              |       |                                   |
| 2 | The Third Test                | Kane Parsons | Kane Parsons | 1:46  | 13. Januar 2022                   |
| Am 2. Juli 1988 führt das Async Research Institute den dritten Test seines Low-Proximity Magnetic Distortion System durch. Eine Computerstimme berichtet, dass im April desselben Jahres eine Pressekonferenz stattfand, auf der der Vice President von Async, Ivan Beck, erklärte, das Ziel des Projekts sei es, die wachsende Wohnungs- und Lagerraumkrise zu lösen. Anschließend wird eine Videoaufnahme des Tests gezeigt. |                               |              |              |       |                                   |
| 3 | First Contact                 | Kane Parsons | Kane Parsons | 1:58  | 17. Januar 2022                   |
| Am 17. Oktober 1989 führt Async den sechsten Test des Low-Proximity Magnetic Distortion System durch. Die Einrichtung wird stark beschädigt, allerdings gelingt es, einen Weg in die Backrooms zu öffnen. |                               |              |              |       |                                   |
| 4 | Missing Persons               | Kane Parsons | Kane Parsons | 2:37  | 28. Januar 2022                   |
| Kurz nach der Öffnung des Eingangs in die Backrooms steigen die Vermisstenmeldungen in den gesamten USA sprunghaft an. Während einer Routineexpedition durch die Räumlichkeiten entdecken Mitarbeiter von Async eine unbekannte Leiche, die an einer Wand lehnt und von einem dunklen Bewuchs bedeckt ist. |                               |              |              |       |                                   |
| 5 | Informational Video           | Kane Parsons | Kane Parsons | 8:01  | 12. Februar 2022                  |
| Am 29. Februar 1990 wird Async-Mitarbeiter Peter Tench bei einer Expedition von seiner Gruppe getrennt. Er irrt durch die Backrooms und dokumentiert rätselhafte Ereignisse wie Geräusche von großen Menschengruppen unbekannten Ursprungs oder einen völlig dunklen Raum mit verzerrten Wänden und Gegenständen. Schließlich gelingt es ihm, den Ausgang zu finden, doch ist diesem nun ein voll ausgebauter Beobachtungsraum vorgelagert, der unmöglich in der kurzen Zeit aufgebaut worden sein kann. Beim Betreten löst Tench eine Alarmanlage aus. |                               |              |              |       |                                   |
| 6 | Autopsy Report                | Kane Parsons | Kane Parsons | 2:37  | 23. Februar 2022                  |
| An der in „Missing Persons“ gefundenen Leiche wird eine Autopsie durchgeführt. Der Gerichtsmediziner stellt fest, dass der Körper großflächig von einer bisher unbekannten Unterart des Bacillus subtilis befallen ist. Er fragt Async-Vizepräsident Ivan Beck, woher die Leiche stammt. |                               |              |              |       |                                   |
| 7 | Motion Detected               | Kane Parsons | Kane Parsons | 4:07  | 11. März 2022                     |
| Im März 1990 beginnt Async mit den ersten größeren Bauarbeiten in den Backrooms und installiert zudem mehrere bewegungsaktivierte Videokameras rund um den Eingangsbreich. Anschließend werden von den Kameras aufgenommene Szenen gezeigt, so z. B. das Betreten und Verlassen der Räumlichkeiten durch Wissenschaftler von Async. Mitten in der Nacht und weit nach dem Ende der letzten Expeditionen fällt zunächst das Mikrofon aus, anschließend ist eine dunkle, unförmige Gestalt zu sehen, die um eine Ecke hervorlugt. |                               |              |              |       |                                   |
| 8 | Prototype                     | Kane Parsons | Kane Parsons | 1:33  | 28. März 2022                     |
| Im Mai 1982 führt Philip R. Heymann am Oak Ridge National Laboratory einen Testlauf eines nicht näher benannten Apparats durch. Eine Metallkugel wird von acht Seiten mit einer unbekannten Energie bestrahlt und verschwindet in einem gelben Licht. |                               |              |              |       |                                   |
| 9 | Pitfalls                      | Kane Parsons | Kane Parsons | 14:04 | 1. Mai 2022                       |
| Während einer Routineexpedition am 6. Mai 1990 fällt der Async-Forscher Marvin E. Leigh in ein dunkles Loch, als er versucht, einen Raum mit tiefen Gruben zu durchqueren. Er findet sich daraufhin in einer bislang unbekannten Region der Backrooms wieder. Er geht einem Hilfeschrei unbekannter Herkunft nach und entdeckt, dass sich in den Backrooms neben den bekannten Büroräumen auch komplette Straßenzüge und Wohngebiete zu befinden scheinen. Nachdem er ein Haus durchquert hat, gelangt er wieder in die bekannten geblichen Räumlichkeiten, steht dort allerdings plötzlich einer unbekannten Kreatur gegenüber. Leigh flieht in Panik und kann entkommen. |                               |              |              |       |                                   |
| 10 | Report                        | Kane Parsons | Kane Parsons | 6:21  | 20. Mai 2022                      |
| Leitendes Async-Personal sichtet das von Marvin E. Leigh in „Pitfalls“ aufgenommene Filmmaterial. Aufgeschreckt von der Existenz einer offensichtlich feindlichen Lebensform in den Backrooms wird der Zugang zum Bereich, in dem die Kreatur gesehen wurde, durch einen Holzwall abgesperrt. |                               |              |              |       |                                   |
| 11 | Presentation                  | Kane Parsons | Kane Parsons | 8:26  | 25. Juni 2022                     |
| Async stellt in einer Videopräsentation Pläne für mögliche kommerzielle Nutzung der Backrooms vor, so z. B. als Lagerraum, Wohngebiet oder Bürofläche. Am 8. Mai 1990 besucht US-Energieminister James D. Watkins die Forschungseinrichtung. In den frühen Morgenstunden des nächsten Tages wird Alarm von den Bewegungsmeldern innerhalb der Backrooms ausgelöst. Es wird deutlich, dass es sich um den vor einigen Monaten verschwundenen Peter Tench handelt. |                               |              |              |       |                                   |
| 12 | Found Footage #2              | Kane Parsons | Kane Parsons | 13:23 | 21. August 2022                   |
| Bei der Dokumentation einer Anomalie im Boden ihrer Garage stürzt eine junge Frau im August 1995 in die Backrooms und stößt dort neben in den Dimensionen ungewöhnlich verzerrten Einrichtungsgegenständen auf ein Auto, dass scheinbar bei voller Fahrt in die Backrooms hineingefallen und anschließend an einer Wand verunfallt ist. Die Protagonistin folgt den Blutflecken, die der Fahrer hinterlassen hat, und gelangt in einen Raum voller dunkler, pflanzenartiger Gewächse. Aus dem Gewächs taucht eine Kreatur auf und beginnt, sie zu verfolgen. Sie gerät zunächst in eine Art Schwimmbad und anschließend in eine Sackgasse. Kurz bevor das Wesen sie zu erreichen scheint, erscheinen um die Protagonistin herum grüne Lichter und das Video endet. |                               |              |              |       |                                   |
| 13 | Reunion                       | Kane Parsons | Kane Parsons | 13:12 | 8. Dezember 2022                  |
| Am 25. Mai 1990 untersucht Async mittels eines ferngesteuerten Roboterfahrzeugs den zuvor abgesperrten Teil der Backrooms, in der die unbekannte Kreatur von Marvin E. Leigh dokumentiert wurde. Die Umgebung wird als sicher eingestuft und schließlich wieder zur Erkundung freigegeben. Drei Forscher, darunter Leigh und Mark Blume, der entgegen dem üblichen Vorgehen der Wissenschaftler bewaffnet ist, werden beauftragt, einen sehr großen und unbeleuchteten Raum in der Nähe zu untersuchen. Sie werden von einem Mann überfallen, der Blume die Waffe entreißt und sich als Peter Tench zu erkennen gibt. Er beklagt, dass Async seinen Tod vorgetäuscht und seine Familie betrogen habe. Da Blume entgegen der Anweisung Tenchs Meldung über Funk macht und Verstärkung heranruft, wird er von ihm erschossen. |                               |              |              |       |                                   |
| 14 | Overflow                      | Kane Parsons | Kane Parsons | 1:39  | 24. Dezember 2022                 |
| Am 2. August 1972 kommt es während eines nur bruchstückhaft dargestellten Tests eines Maschinensystems zu einer Fehlfunktion. Ein grünes Leuchten erfüllt allmählich einen Büroraum und die Aufmerksamkeit fällt auf ein an einem schwarzen Brett befestigtes Dokument, das die Unterschrift von Ivan Beck trägt. Anschließend ist der Nachthimmel zu sehen, der sich in der Mitte geteilt zu spiegeln beginnt. |                               |              |              |       |                                   |
| 15 | Damage Control                | Kane Parsons | Kane Parsons | 14:03 | 30. Januar 2023                   |
| Nachdem Tench Mark Blume erschossen hat, flieht er aus den Backrooms und verlässt das Gelände der Einrichtung. Am nächsten Tag hält Async ein Meeting ab, bei dem sie den Kontext der Ereignisse des Vortages erläutern. Es wird klar, dass Async nach Tenchs Verschwinden dessen Tod bei einem Autounfall vorgetäuscht hat, um keine ungewollte Aufmerksamkeit auf die offensichtlich die Grenzen der etablierten Wissenschaft übersteigenden Phänomene in den Backrooms zu lenken, die scheinbar auch Zeitreisen möglich machen. Tench wurde nach seiner Rückkehr im Forschungszentrum gefangen gehalten und betrat in einem unbeobachteten Moment völlig ohne Ausrüstung wieder die Backrooms und blieb verschwunden, bis er durch die Forschergruppe wiederentdeckt wurde. Nachdem er Blume erschossen hatte, flüchtete Tench schließlich in die normale Welt und dort vom Async-Gelände. Wenig später sei er mit tödlichen Kopfverletzungen an einer nahen Felswand aufgefunden worden. Die letzten Szenen der Episode zeigen allerdings Überwachungsaufnahmen einer nächtlichen Stadt mit einem rennenden, unbekannten Mann. |                               |              |              |       |                                   |
| 16 | Found Footage #3              | Kane Parsons | Kane Parsons | 45:01 | 13. September 2024                |
| Im US-Bundesstaat Oklahoma hört der junge Mann Ravi eines Tages merkwürdige Geräusche aus seinem Keller und fällt bei Nachforschungen durch einen plötzlich auftauchenden Schacht in die Backrooms. Auf der Suche nach dem Ausgang entdeckt er sowohl wiederkehrende Motive wie Wohn- und Büroräume als auch thematisch neue Gebiete wie eine Art Musikstudio, eine rot erleuchtete Stadt mit Hochhäusern und einen Hallenspielplatz für Kinder. Beim Versuch mittels eines aufgefundenen Funksenders Hilfe zu rufen wird er von einer humanoiden Gestalt angegriffen, der er aber entkommen kann. Nachdem er durch scheinbar willkürliche Tunnel mit verzerrten Stoppschildern und eine rot beleuchtete Stadt gewandert ist, stößt er schließlich auf ein Haus inmitten eines Raumes. Er findet sich in einem unbekannten, wohnlich ausgebauten Kellerraum wieder. Durch eine Wand kann er mit einem unbekannten Mann sprechen, der im Glauben, Ravi sei in der Wand gefangen, beginnt, sie einzureißen. Plötzlich wird der Raum von einem lauten, rauschenden Geräusch erfüllt und Ravi hört den Mann schreien und schließlich verschwinden. Nach einem Schnitt befindet sich Ravi zu einem unbekannten Zeitpunkt in der Zukunft in der rot beleuchteten Stadt und dokumentiert seinen zunehmenden geistigen Verfall. Es wird deutlich, dass seine Suche nach einem Ausweg erfolglos geblieben ist. Während des Monologes endet das Video, da die Batterie der Kamera aufgebraucht ist. |                               |              |              |       |                                   |
| 17 | Lighting and Tile Survey      | Kane Parsons | Kane Parsons | 8:44  | 2. Oktober 2024                   |
| Am 14. November 1989 entfernten mehrere Async-Mitarbeiter eine Deckenplatte sowie eine Leuchtstoffröhre aus den Zwischendecken der Backrooms, um diese tiefgehend zu analysieren. Das genaue Alter sowie die Energiequelle der anscheinend ohne äußere Stromversorgung betriebenen Lampen kann nicht bestimmt werden, allerdings weisen aufgedruckte Produktionsdaten auf einzelnen technischen Komponenten auf die Jahre 1973 bzw. 1975 hin. |                               |              |              |       |                                   |
| 18 | Static Dead End               | Kane Parsons | Kane Parsons | 4:02  | 12. Februar 2025                  |
| Die Async-Wissenschaftler George Levy und Marvin Leigh streiten über die vorangegangenen Ereignisse um Peter Tench. Marvin ist verärgert über den Umgang mit Tench und beschuldigt Async des Mordes an seinem Freund und Kollegen. Levy fordert ihn anschließend auf, sich freistellen zu lassen, um das Erlebte besser verarbeiten zu können. Bei einer folgenden Erkundungstour der Backrooms wird Levy aufgefordert, einen neu entdeckten Raum mit bislang unbekannten Phänomenen filmisch zu dokumentieren. |                               |              |              |       |                                   |

### Zusatzmaterial
Begleitend zu den Episoden wurden weitere versteckte Videos veröffentlicht, die durch Weblinks in den Videobeschreibungen zugänglich gemacht wurden und eine historische Einordnung der Ereignisse sowie Hintergrundinformationen zu Personen und Vorkommnissen in den Episoden liefern sollen. Dem Zuschauer wird so die Möglichkeit gegeben, durch eigene Recherche weitere Informationen zur Handlung zu gewinnen.
| Nr. | Titel                 | Regie        | Drehbuch     | Länge | Originales Veröffentlichungsdatum |
| --- | --------------------- | ------------ | ------------ | ----- | --------------------------------- |
| (1) | Mar_11_90_ARCHIVE.tar | Kane Parsons | Kane Parsons | 2:49  | 7. Januar 2022                    |
| DIe Inhalte eines gleichnamigen .tar-Archivs werden als Tonbildschau präsentiert. Es sind Fotos aus dem Inneren der Backrooms, von beteiligtem Forschungspersonal und technischen Gerätschaften zu sehen. |                       |              |              |       |                                   |
| (2) | faultline.mov         | Kane Parsons | Kane Parsons | 2:58  | 18. Januar 2022                   |
| Eine Zusammenstellung verschiedener Nachrichtenberichte über das Loma-Prieta-Erdbeben 1989 im US-Bundesstaat Kalifornien. Neben den weitläufigen Zerstörungen von Gebäuden und Infrastruktur ist auch zu erkennen, dass Personen spurlos verschwunden sind, nachdem sie teilweise nur für wenige Sekunden außerhalb des Kamerabildes waren. |                       |              |              |       |                                   |
| (3) | 9780415263573         | Kane Parsons | Kane Parsons | 0:34  | 20. Mai 2022                      |
| Auf Überwachungskameraufnahmen einer Autobahn ist zu erkennen, wie ein Fahrzeug mitten auf der Fahrbahn durch den Boden fällt und spurlos verschwindet. |                       |              |              |       |                                   |
| (4) | Simpsons              | Kane Parsons | Kane Parsons | 1:07  | 25. Juni 2022                     |
| Eine VHS-Aufnahme einer Episode der Simpsons aus dem Jahr 1991 wird durch Ton- und Bildstörungen unterbrochen. Dabei ist kurzzeitig eine Fernsehwerbung zu sehen, die allerdings erst zu Beginn der 2000er-Jahre ausgestrahlt wurde. |                       |              |              |       |                                   |
| (5) | home_27647.mov        | Kane Parsons | Kane Parsons | 3:26  | 22. August 2022                   |
| Ein Kompilationsfilm mit verschiedenen selbstgedrehten Videoausschnitten und Fotos einer Familie. |                       |              |              |       |                                   |
| (6) | I Remember            | Kane Parsons | Kane Parsons | 1:29  | 31. August 2022                   |
| Eine männliche Stimme erzählt eine metaphorische Geschichte über sein Haus am Meer sowie dessen Ende, während im Hintergrund Landschaftsaufnahmen sowie verlassene Async-Büros gezeigt werden. |                       |              |              |       |                                   |
| (7) | _recording014         | Kane Parsons | Kane Parsons | 2:32  | 8. Dezember 2022                  |
| In einem Telefongespräch befragt ein Mitarbeiter seinen Vorgesetzten Ivan Beck zu einem unbekannten Mitarbeiter, der in Schutzausrüstung gekleidet völlig desorientiert im Inneren der Backrooms durch Bewegungsmelder Alarm ausgelöst hat, obwohl sich zu dieser Zeit kein Async-Personal dort im Einsatz befand.                          |                       |              |              |       |                                   |

## Rezeption
Die Serie wurde überwiegend positiv aufgenommen. Das erste Video der Serie erhielt positive Kritiken. WPST nannte es „das gruseligste Video im Internet“. Otaku USA kategorisierte es als analogen Horror, während Dread Central und Nerdist es positiv mit dem Videospiel Control aus dem Jahr 2019 verglichen. Kotaku lobte die Serie für die Zurückhaltung in Bezug auf Horror und Mystery. Rob Beschizza von Boing Boing sagte voraus, dass „The Backrooms“ wie die Creepypasta „Slender Man“ und deren verrissene Verfilmung aus dem Jahr 2018 letztendlich in einen „raffinierten, aber düsteren zweistündigen Hollywoodfilm“ adaptiert würde. Michael Dobuski von ABC News würde die Themen der Serie wie folgt beschreiben: „Es ist eine langsam voranschreitende Geschichte, die sich sowohl auf die Politik von Async und der US-Regierung als auch auf die jenseitigen, verwirrenden Funktionen des Komplexes oder The Backrooms konzentriert.“
Parsons sagte, er habe „keine Ahnung“ gehabt, dass es eine bestehende Fangemeinde hinter der ursprünglichen Backrooms-Legende gegeben habe, und erinnerte sich, überrascht gewesen zu sein, als er zu seinem ersten Video Kommentare von Leuten sah, die sagten: „Du machst die Backrooms falsch. Was soll das?“ oder „Auf Level 1 sollten Smiler sein.“ Er sagte, das sei so weitergegangen, bis schließlich „die Leute das Alte fast vergessen hatten“ und seine Version von den Fans „irgendwie übernommen“ worden sei. Für seine Arbeit an der Serie erhielt Parsons bei den 12. Streamy Awards von The Game Theorists einen Creator Honor Award. Insgesamt wurden die Folgen der Serie über 100 Millionen Mal angesehen.